# Likomedes
Likomedes, Lykomedes (gr. Λυκομήδης) – postać w mitologii greckiej, król Dolopów na wyspie Skiros.
Czasy jego panowania przypadały na okres wojny trojańskiej. Tetyda, chcąc uchronić swojego syna Achillesa przed udziałem w wyprawie przeciw Troi, w której zgodnie z przepowiednią miał zginąć, powierzyła go w opiekę Likomedesowi. Ten ukrył go w kobiecym przebraniu wśród swoich córek, odnaleźli go tam jednak Odyseusz i Diomedes. Podczas swojego pobytu u Likomedesa Achilles miał zakochać się w jego córce Dejdamei, która urodziła mu syna Neoptolemosa.
Postać Likomedesa pojawia się również w cyklu mitów o Tezeuszu. Pewnego razu miał ugościć u siebie ateńskiego herosa, jednak obawiając się utraty królestwa bądź też tocząc z nim jakiś spór o majątek, zaprowadził Tezeusza na klif i strącił go do morza.

## Reinterpretacje
Pobyt Achillesa w gościnie u Likomedesa i jego relacje z jego córkami jest tematem utworu dramatycznego Artura Marii Swinarskiego „Achilles i panny. Komedia pozornie cyniczna w trzech aktach”.